# Diomedea
Diomedea är ett fågelsläkte i familjen albatrosser inom ordningen stormfåglar. Släktet omfattar numera sex arter. Följande lista följer AviList:
- Nordlig kungsalbatross (D. sanfordi)
- Sydlig kungsalbatross (D. epomorpha)
- Vandringsalbatross (D. exulans)
- Tristanalbatross (D. dabbenena)
- Antipodalbatross (D. antipodensis)
- Amsterdamalbatross (D. amsterdamensis)